# Jorge Luis Gómez
Jorge Luis Gómez Carreño (14 settembre 1968) è un ex calciatore cileno, di ruolo difensore.